# Saint-Glen
Saint-Glen é uma comuna francesa na região administrativa da Bretanha, no departamento Côtes-d'Armor. Estende-se por uma área de 11,46 km². Em 2010 a comuna tinha 645 habitantes (densidade: 56,3 hab./km²).